# (9369) 1993 DB1
A (9369) 1993 DB1 a Naprendszer kisbolygóövében található aszteroida. T. Hioki és S. Hayakawa fedezte fel 1993. február 20-án.